# Bulbophyllum klabatense
Bulbophyllum klabatense là một loài phong lan thuộc chi Bulbophyllum.